# I. e. 690
Évszázadok: i. e. 8. század – i. e. 7. század – i. e. 6. század
Évtizedek: i. e. 740-es évek – i. e. 730-as évek – i. e. 720-as évek – i. e. 710-es évek – i. e. 700-as évek – i. e. 690-es évek – i. e. 680-as évek – i. e. 670-es évek – i. e. 660-as évek – i. e. 650-es évek – i. e. 640-es évek
Évek: i. e. 695 – i. e. 694 – i. e. 693 – i. e. 692 –  i. e. 691 – i. e. 690 – i. e. 689 – i. e. 688 – i. e. 687 – i. e. 686 – i. e. 685

## Események
- Szín-ahhé-eríba belefog Babilon ostromába.[1]
- Egyiptomban a XXV. dinasztia királya Taharka elfoglalja a trónt.